# العارضة (جازان)
العارضة هي حاضرة ومركز محافظة العارضة جنوب غرب السعودية، وتبعد حوالي 60 كم شرق مدينة جيزان.

## الموقع
تقع العارضة شرق مدينة جيزان بميل بسيط إلى الشمال وتبعد عنها حوالي 60 كيلو متر تقريباً، وتقع شرق أبو عريش بحوالي 27 كيلومتر تقريباً، كما تقع جنوب العيدابي.

## السكان
بلغ إجمالي عدد سكان مدينة العارضة 6947 نسمة حسب إحصائية سنة 2010م، حيث كان عدد المواطنون السعوديون 5653 نسمة، بينما كان عدد المقيمين من غير السعوديين 1294 نسمة.